# Ruellia yurimaguensis
Ruellia yurimaguensis är en akantusväxtart som beskrevs av Gustav Lindau. Ruellia yurimaguensis ingår i släktet Ruellia och familjen akantusväxter. Inga underarter finns listade i Catalogue of Life.